# 天祐 (大理)
天祐（1091年—1094年）是大理国皇帝段正明的第三个年号，起於1091年，他于1094年去世，谥号保定帝。高升泰即位，改元上治。
起訖年，方詩銘、李崇智、段玉明、李家瑞作？－1094年，王雲作1091年－1093年，黃德榮作1092年－1094年。

## 年號及改元出處
- 倪輅《南詔野史》：「宋神宗五年（1082）受禪，改元保定，又改建安、天祐。」
- 胡蔚《增訂南詔野史》：「宋神宗辛酉元豐四年（1081）即位。明年（1082），改元保定，又改元建安、天祐。宋哲宗甲戌紹聖元年（1094），明在位十三年。」
- 王崧《雲南備徵志》：「宋元豐五年（1082）即位，改元保立、建安、天祐。宋哲宗元祐四年（1089），禪位為僧。」
- 諸葛元聲《滇史》：「段氏十三世正明，宋神宗元豐五年壬戌（1082）立，改元保定。癸亥（1083），改元建安；辛未（1091），改元天佑。在位凡十二年。……甲戌（1094），避位為僧。」
- 李京《雲南志略》：「思廉之孫政明立，改元保定、建安、天祐。在位十六年。」
- 楊慎《滇載記》：「正明以宋元豐五年（1082）立，改元三，曰保立、建安、天祐。避位為僧。」
- 馮蘇《滇考》：「正明改元保定，時神宗元豐五年（1082）也，後又改元建安、天祐，在位十二年。……哲宗紹聖元年（1094）亦避為僧。」
- 《白古通記淺述》：「保定皇帝名正明，改元保定，又改建安。宋哲宗元祐六年（1091），改元天祐。四年（天祐四年，1094），禪位為僧。在位十三年。」
- 《瑯琊氏女□□墓碑》：「天祐二年□□……至十二月□□。」[7]。

## 西曆紀年對照表
| 天祐 | 元年   | 二年   | 三年   | 四年   |
| ---- | ------ | ------ | ------ | ------ |
| 西元 | 1091年 | 1092年 | 1093年 | 1094年 |
| 干支 | 辛未   | 壬申   | 癸酉   | 甲戌   |

## 同期存在的其他政權年號
- 中國
  - 元祐（1086年－1094年）：北宋－宋哲宗趙煦之年號
  - 紹聖（1094年－1098年）：北宋－宋哲宗趙煦之年號
  - 大安（1085年－1094年）：遼朝－遼道宗耶律洪基之年號
  - 天祐民安（1090年－1097年）：西夏－夏崇宗李乾順之年號
- 越南
  - 廣祐（1085年－1092年）：李朝－李仁宗李乾德之年號
  - 會豐（1092年－1100年）：李朝－李仁宗李乾德之年號
- 日本
  - 寬治（1087年－1095年）：堀河天皇之年號